# اچ‌دی ۱۴۸۱۵۶
اچ‌دی ۱۴۸۱۵۶ یک ستاره است که در صورت فلکی گونیا قرار دارد.